# Teatr Sabat
Teatr Sabat – jedyny w Polsce teatr rewiowy, zlokalizowany w Warszawie.
Powstał w 2001 roku w dawnych wnętrzach Teatru Kameralnego przy ul. Foksal 16 w Warszawie. Twórczynią i właścicielką Teatru Sabat jest tancerka i choreografka Małgorzata Potocka. Wnętrze teatru zaprojektowali Marek Lewandowski i Marcin Stajewski. Wnętrza nominowane były do nagrody „Modernizacja 2001”. Teatr za swoją działalność otrzymał nagrodę „Warsaw Destination Alliance” za promocję Warszawy w świecie.

## Artyści Teatru Sabat
- Małgorzata Potocka
- Rafał Sadowski
- Mariusz Jaśko
- Tomasz Czerski
- Iwo Orłowski
- Agnieszka Wojciechowska
- Amirita
- Agnieszka Myślińska
- Barry Salone
- Tadeusz Ross

## Gościnnie występują
- Dariusz Kordek
- Halina Mlynkova
- Jan Nowicki